# Bakhmut
Bakhmut (em ucraniano:  Ба́хмут,  PRONÚNCIA; em russo:  Бахму́т), anteriormente: Artemivsk/Artyomovsk/Artemovsk/Arteomovsk (em ucraniano:  Артемівськ, em russo:  Артёмовск), por vezes aportuguesada como Baquemute, é uma cidade da Ucrânia, situada no Oblast de Donetsk, no leste do país. Tem 41,6 km² de área e sua população em 2020 foi estimada em 73.212 habitantes.
Em agosto de 2022, a cidade se tornou o epicentro da Batalha de Bakhmut, uma das maiores e mais violentas linhas de frente da Invasão Russa da Ucrânia. No fim de 2022, foi estimado pela France 24 que somente algo entre 2.000 e 5.000 moradores continuavam a morar em Bakhmut, alvo de constantes ataques russos. Mais de 80% da cidade estava destruída em fevereiro de 2023. A Rússia em 20 de maio conquistou a cidade na mesma data há um ano da tomada de Mariupol.

## Historia

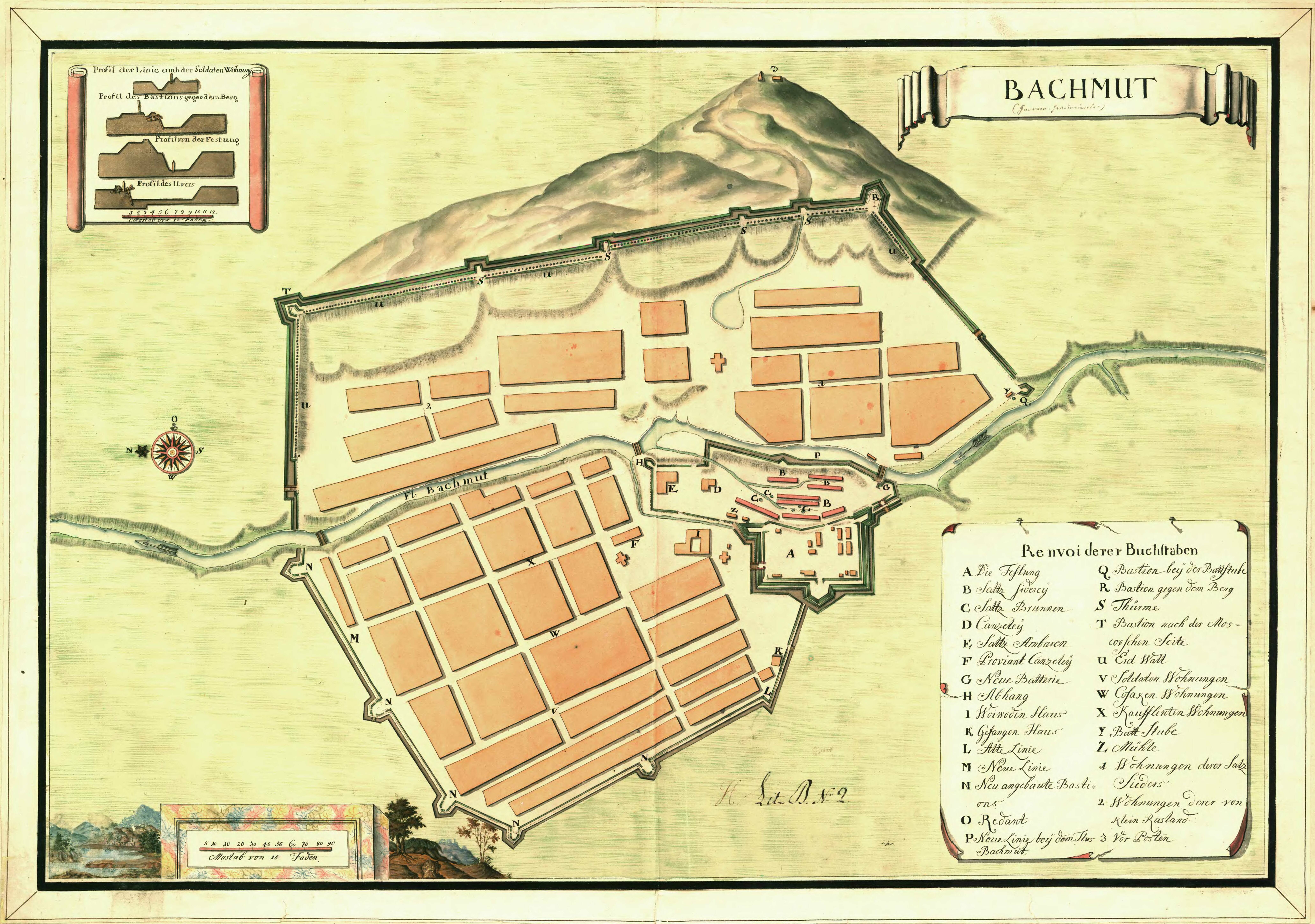
Mapa histórico da cidade e suas fortificações

Bakhmut foi fundada em 1571 como um posto de guarda de fronteira no rio Bakhmutka, sendo mais tarde transformada em uma vila fortificada. Em 1701, Pedro I ordenou a construção de uma fortaleza que mais tarde transformou em ostrog. A fortaleza concluída em 1703 foi a base da cidade que se desenvolveu posteriormente. Em 1704, Peter I emitiu um ukaz permitindo que os cossacos se estabelecessem em Bakhmut.
No outono de 1705, um destacamento de cossacos liderados por Hetman Kondrati Bulavin ocupou as salinas de Bakhmut, iniciando o que mais tarde se tornou a Bulavin Rebellion, Bulavin manteve o controle da cidade até 7 de março de 1708, quando foi capturado pelas tropas do governo. De 1708 a 22 de abril de 1725, Bakhmut foi incluída no Governador de Azov e em 29 de maio de 1719 tornou-se o centro administrativo da província de Bakhmut dentro desse governo. Em 30 de setembro de 1732, a Igreja da Intercessão foi construída e consagrada na cidade. De 1753 a 1764, foi o centro administrativo do território da Slavoserbia, criado pelo Rússia Imperial e habitado por colonos da Sérvia e outros países da Cristão Ortodoxa.
Em 1783, Bakhmut recebeu o status de cidade, dentro do Yekaterinoslav Governorate. Havia 29 poços de produção de sal, tijolos, velas, sabão foram fabricados, tendo 1700 habitantes. Bakhmut tornou-se um centro comercial com 150 lojas, um hospital, três escolas, duas escolas particulares e uma escola dominical para os filhos dos trabalhadores. Em 1875, o aqueduto foi inaugurado. Foram celebradas as festividades de 12 de julho, dia dos apóstolos Pedro e Paulo, e 21 de setembro, dia da Natividade da Virgem.
Em 25 de janeiro de 1851, a cidade tornou-se município, com Vasili I. Pershin como prefeito. Em 1876, grandes depósitos de sal-gema foram descobertos na Bakhmutka bacia hidrográfica, e o número de minas e poços aumentou rapidamente. Em 1874, o comerciante I.P. Skamaranga inaugura uma planta de produção de sal, que rende 2 milhões de libras de sal por ano. Desde 1879, várias empresas públicas começam a construir minas de sal. A produção de sal atingiu 12% da Rússia.
Após a construção da ferrovia Kharkiv-Bakhmut-Popásnaya, foram estabelecidas empresas produtoras de alabastro, gesso, tijolo, telha e refrigerantes. No início do século XX, a metalurgia começou a se desenvolver. Em 1900, quando as ruas foram pavimentadas, a cidade contava com 76 pequenas empresas industriais, empregando 1.078 trabalhadores, e quatro salinas com 874 trabalhadores. Em 1913, havia dois hospitais de 210 leitos, quatro escolas secundárias e duas escolas vocacionais, seis escolas de classe única, quatro escolas paroquiais e uma biblioteca particular.

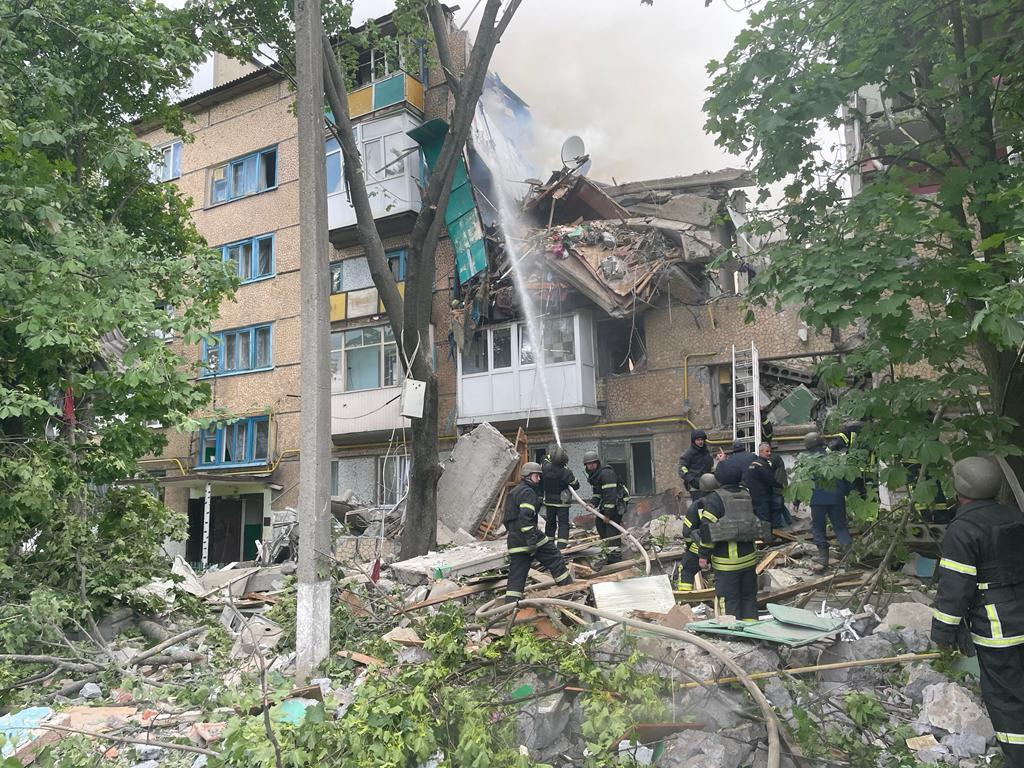
Bakhmut após bombardeio russo

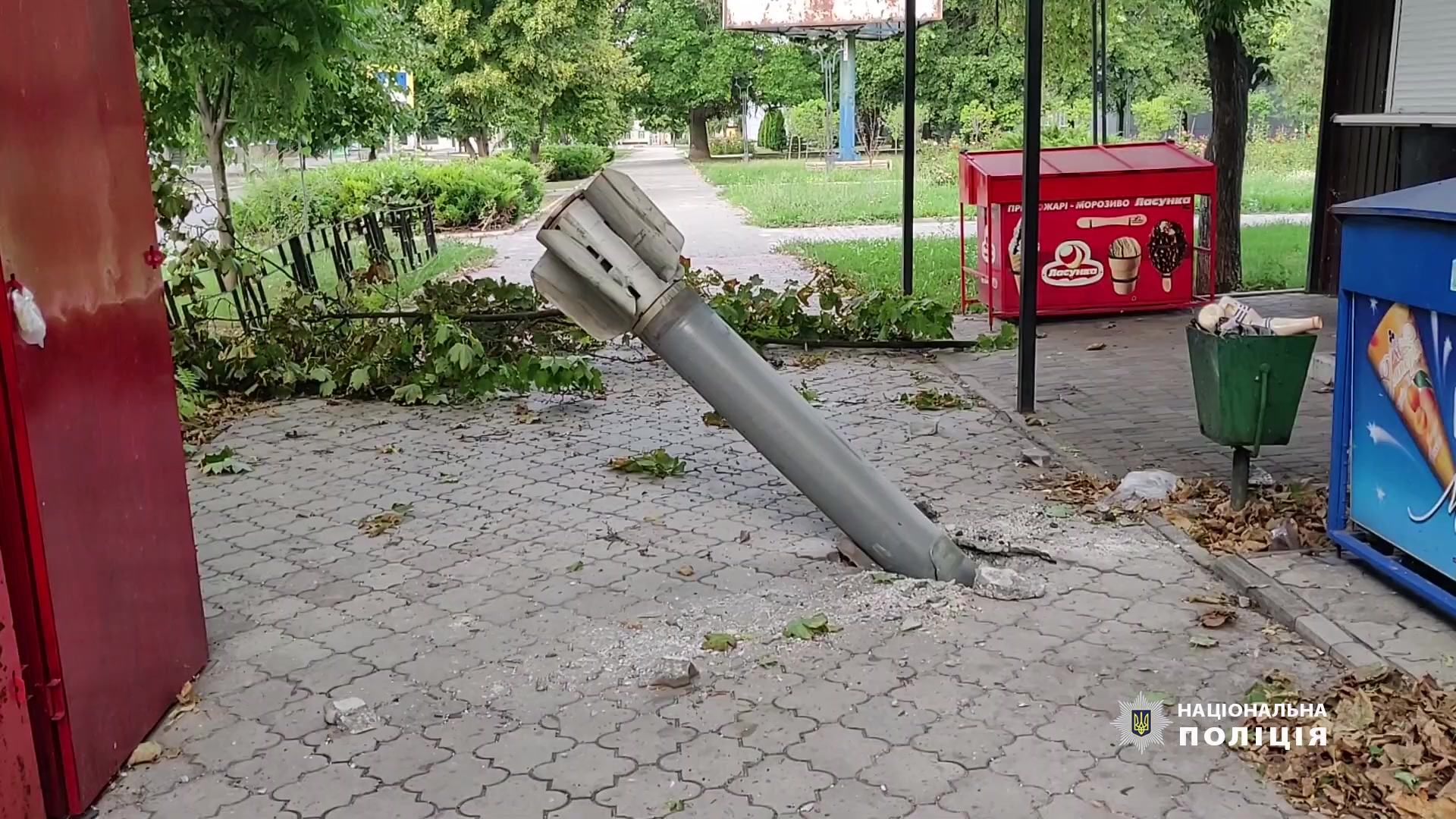
míssil na rua após um bombardeio russo

Em 27 de dezembro de 1919, o poder soviético foi estabelecido na cidade. A República Socialista Soviética da Ucrânia estabeleceu a província de Donetsk, que em 12 de outubro de 1920 transferiu sua capital para Bakhmut e em 1921 controlava toda a região. Em 1923, havia 36 empresas em Bakhmut, incluindo uma fundição agrícola, minas de sal e uma fábrica de calçados. Em 1924, o nome da cidade foi mudado de Artiomovsk, em homenagem a "Artem" (Russo: Артём )?, Fyodor Sergeyev, um russo bolchevique, líder do República Soviética de Donetsk, que viveu e trabalhou na cidade nos primeiros anos da revolução.
Entre 31 de outubro de 1941 e 9 de maio de 1943, tropas nazistas ocuparam Artiomovsk.
Desde 1951, a cidade conta com a Vinícola Artémivsk, uma grande fábrica produtora de espumantes e champanhes, cujo ciclo de produção é feito no subsolo a mais de 72 m, nos túneis de antigas minas de sal . Em 1954, foi fundada uma fábrica de metais não ferrosos e, desde 1964, o Instituto de Pesquisa Científica da Indústria do Sal (VNIIsoly), agora UkrNIIsoly, está em operação.
A diretora de cinema Larisa Shepitko era natural de Bakhmut.
Durante os Protestos pró-russos na Ucrânia em 2014, separatistas pró-Rússia da República Popular de Donetsk reivindicaram a cidade de Bakhmut como parte de seu território e tentaram obter o controle dá cidade.
Após a Invasão russa da Ucrânia (2022), em maio a linha de frente se aproximou da cidade e a artilharia e o bombardeio aéreo começaram. Dos 73.000 habitantes de Bakhmut antes do início da guerra em grande escala, pouco mais de 20.000 permaneciam na cidade em meados de maio. Esse número caiu para menos de 5.000 em dezembro de 2022.
A cidade foi tomada pelo grupo paramilitar Wagner em 20 de maio de 2023, quando,  apoiado por tropas regulares russas, desobstruiu a última rua da zona oeste da cidade e a bandeira russa foi hasteada no último edifício. A Ucrânia não reconheceu tal fato e afirmou ainda existirem tropas ucranianas lutando no território da cidade. Com grande quantidade de tropas e equipamentos próximos a Ucrania pretende em uma ofensiva retomar a cidade.
Com o controle russo, a cidade voltou a ser oficialmente denominada pelo nome usado durante o período soviético, Artemovsk, tornando-se oficialmente parte da Rússia em 26 de maio ao ser incluída na área de responsabilidade da administração de Shakhtersk (distrito de Gorlovsky da Republica Popular de Donetsk, RPD). O decreto correspondente foi assinado pelo chefe interino da RPD Denis Pushilin. 
Segundo Yevgeny Prigozhin, proprietário do grupo paramilitar, foram perdidos pelo grupo cerca de 20 mil pessoas nas batalhas por Artemovsk (Bakhmut), metade delas eram prisioneiros. O grupo paramilitar começou a se retirar da cidade repassando seus postos para o exército regular russo. 

## Demografia
A evolução da população entre 1703 e 2013 foi a seguinte:
| Evolução demográfica de Bakhmut | Evolução demográfica de Bakhmut | Evolução demográfica de Bakhmut | Evolução demográfica de Bakhmut | Evolução demográfica de Bakhmut | Evolução demográfica de Bakhmut | Evolução demográfica de Bakhmut | Evolução demográfica de Bakhmut | Evolução demográfica de Bakhmut | Evolução demográfica de Bakhmut | Evolução demográfica de Bakhmut | Evolução demográfica de Bakhmut |
| ------------------------------- | ------------------------------- | ------------------------------- | ------------------------------- | ------------------------------- | ------------------------------- | ------------------------------- | ------------------------------- | ------------------------------- | ------------------------------- | ------------------------------- | ------------------------------- |
| 1703                            | 1783                            | 1897                            | 1913                            | 1926                            | 1939                            | 1959                            | 1970                            | 1979                            | 1989                            | 2001                            | 2013                            |
| 170                             | 1700                            | 19.400                          | 28.256                          | 37.400                          | 55.409                          | 60 626                          | 82 342                          | 87 084                          | 90 279                          | 82 916                          | 77 620                          |

De acordo com o censo de 2001, 49,4% da população são ucranianos, 47,5% são russos e o restante das minorias se divide em bielorrussos (0,6%) e armênios (0,3%), principalmente. Quanto ao idioma, a língua materna da maioria dos habitantes, 71,07%, é o russo; 27,61% ucraniano; 0,15% romani e 0,1% bielorrusso.

## Economia
A cidade abriga a maior empresa do Leste Europeu de produção de espumantes pelo método clássico da garrafa, a European Bakhmut Winery, fundada em 1951.
Empresas de porte estão inseridas em seu parque industrial, produzindo metais não ferrosos, equipamentos elétricos e industriais, como a fábrica de máquinas Vistek e a Zavod Chromnykh Metaliv. Também se destacam no cenário industrial da cidade a empresa de produtos de panificação e confeitaria  Bahmut-Bread e a de produtos naturais Fitopharm. 
Possui um complexo agroindustrial com 6 fazendas, 12 empresas privadas e 2 empresas estatais operando em suas terras agrícolas. A área de terra arável em 1º de julho de 2021 é de 17.829,1 hectares. No primeiro semestre de 2021, as empresas agrícolas e fazendas plantaram 17.027,1 hectares de grãos, culturas técnicas e forrageiras. Além disso, é significativa a produção e industrialização de carne suína e leite, existindo também entidades econômicas que se dedicam à criação de viveiros de peixes. 

## Infraestrutura

### Educação
São 20 escolas com cerca de 11.600 alunos, 29 jardins de infância, 4 escolas profissionais, 2 escolas técnicas com 6.000 alunos e várias escolas de música.
Após a eclosão da Guerra de Donbass em 2014, o Instituto de Línguas Estrangeiras de Hórlivka foi evacuado e agora opera em Bakhmut.

### Transporte
As rodovias Kharkov-Rostov e Donetsk-kyiv passam por Bakhmut. A rodovia Kyiv-Kharkov passa a 3 km da cidade. Artyomovsk é um importante centro logístico para a estratégica cadeia de suprimentos da região, suas localização e rodovias permitem o acesso às cidades da República Popular de Donetsk de Gorlovka, Konstantinovka, Kramatorsk, Slavyansk e Seversk, bem como às cidades de Lisichansk, Luhansk, Severodonetsk localizadas na República Popular de Lugansk.
A cidade é atendida por uma rede de trens de longa distância junto à estação Bakhmut (entre 1924-2016 Artyomovsk-2). Também no território da cidade existem estações Bakhmut I , Maloilshevskaya e Stupki. O transporte de passageiros na rota Kharkiv – Bakhmut – Kharkiv passou em 2022 a ser atendida por trens elétricos modernos no âmbito da criação de um cluster de conexões suburbanas no leste da Ucrânia. 
A cidade possui um sistema de transporte público composto por uma rede de trólebus, a Bakhmut trólebus que opera desde 1968. Em 2011, foram transportados 31.485.000 passageiros .

## Pessoas ilustres
- Boris Verlinski (1888-1950): jogador de xadrez judeu que era surdo e foi um dos melhores jogadores soviéticos da década de 1920.
- Sam Spewack (1899-1971): dramaturgo, libretista e roteirista americano.
- Larisa Shepitko (1938-1979): diretora, roteirista e atriz soviética, considerada uma das melhores diretoras de todos os tempos com seu filme A Ascensão.

## Galeria

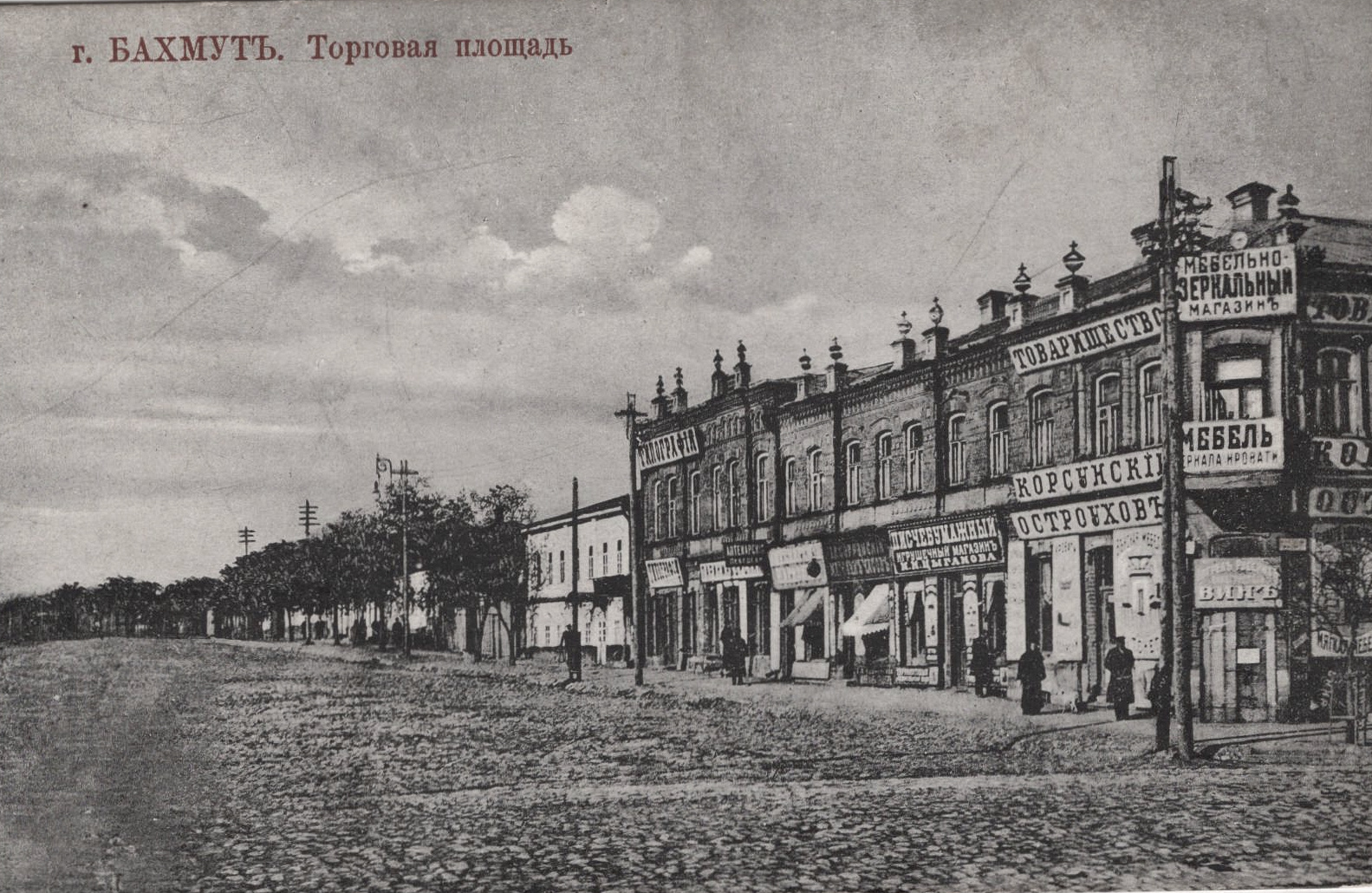
Vista de Bakhmut (1911)
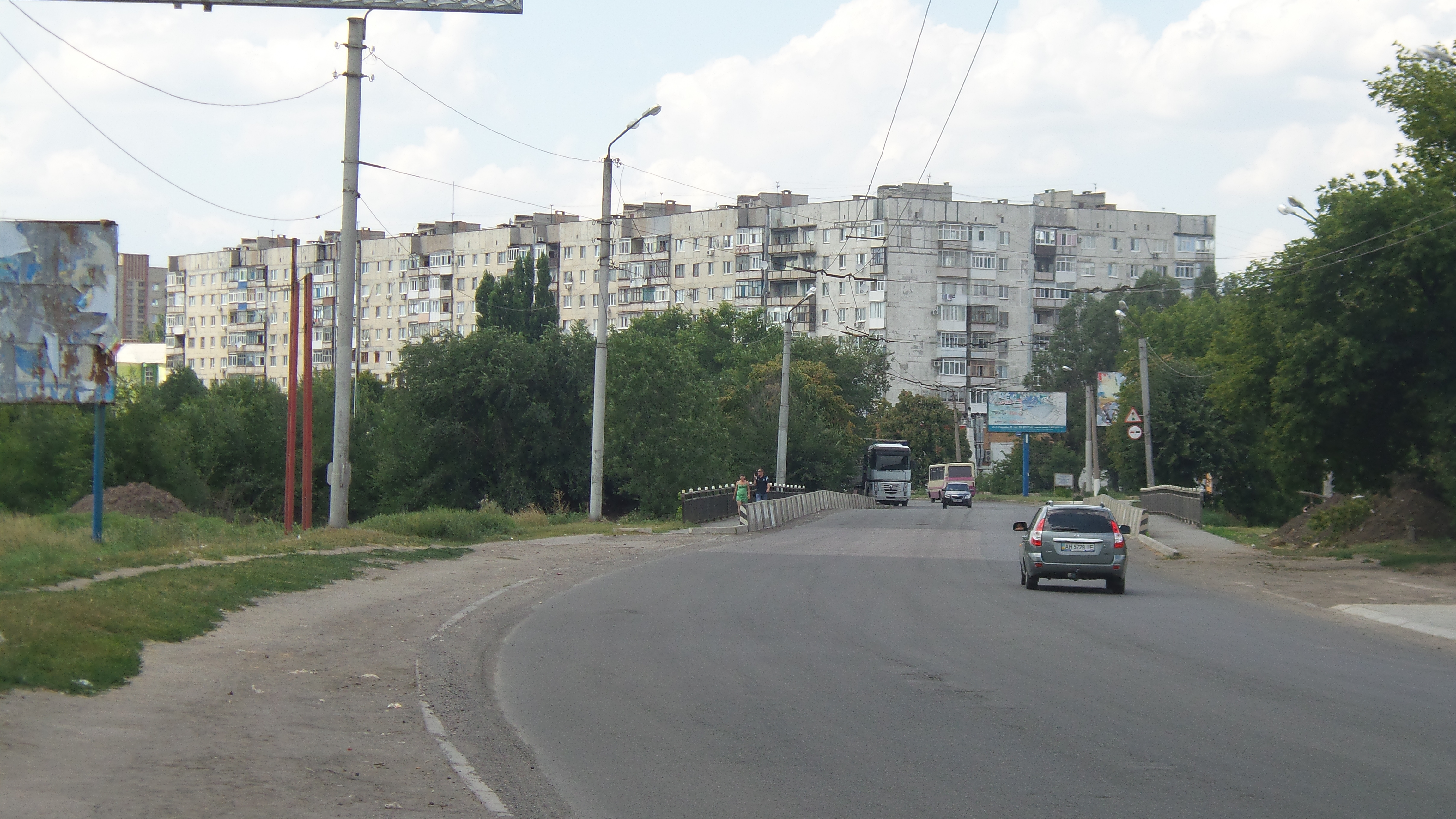
Microdistrito
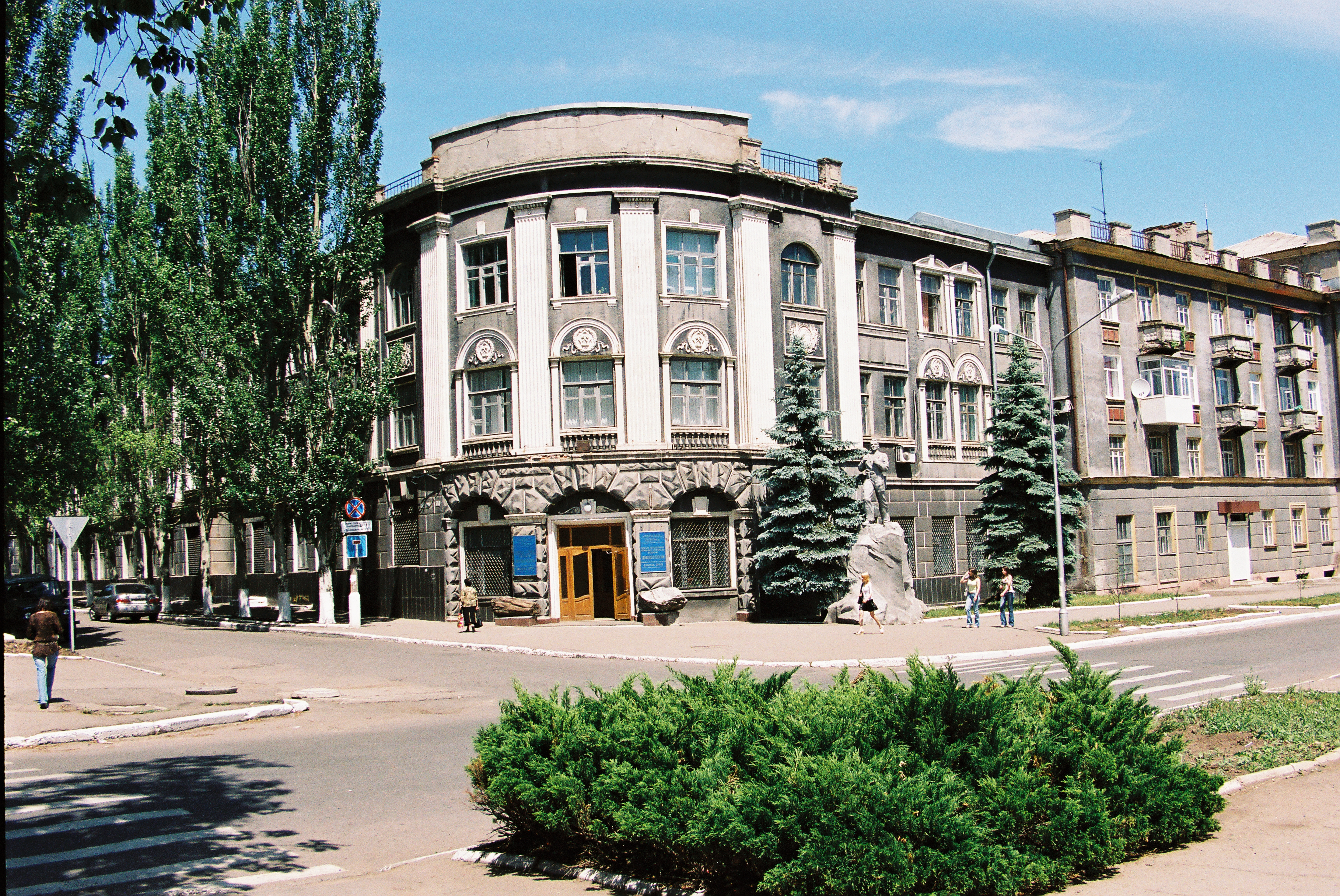
Centro de Bakhmut
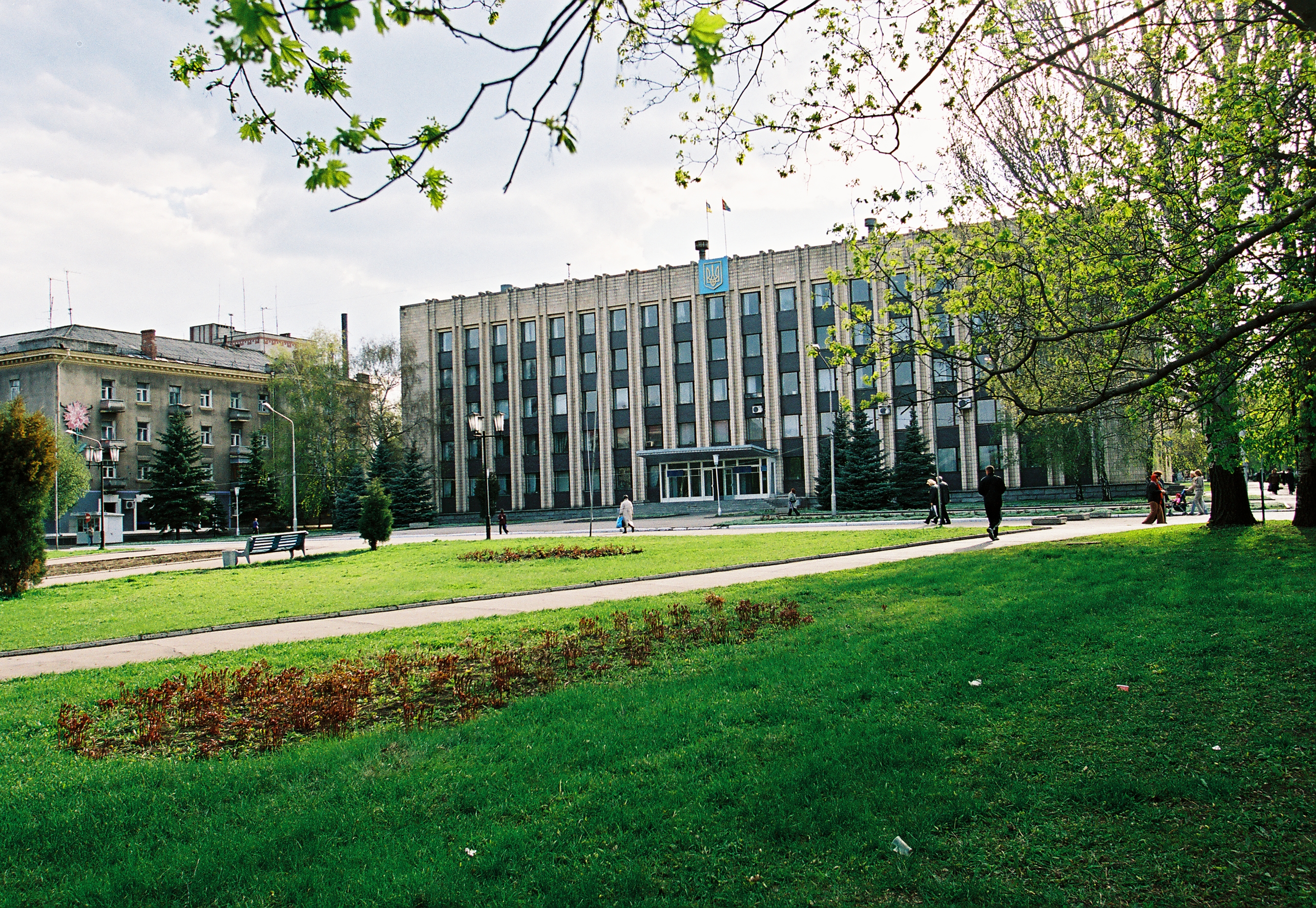
câmara municipal
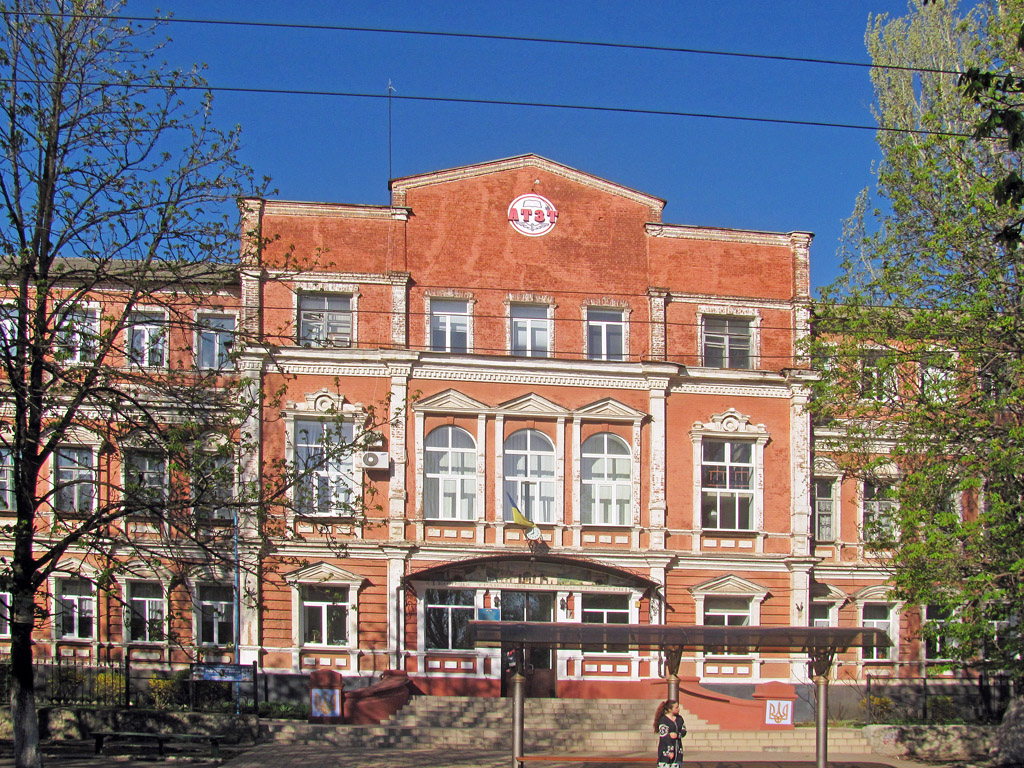
Instituto Ferroviário d ciudad
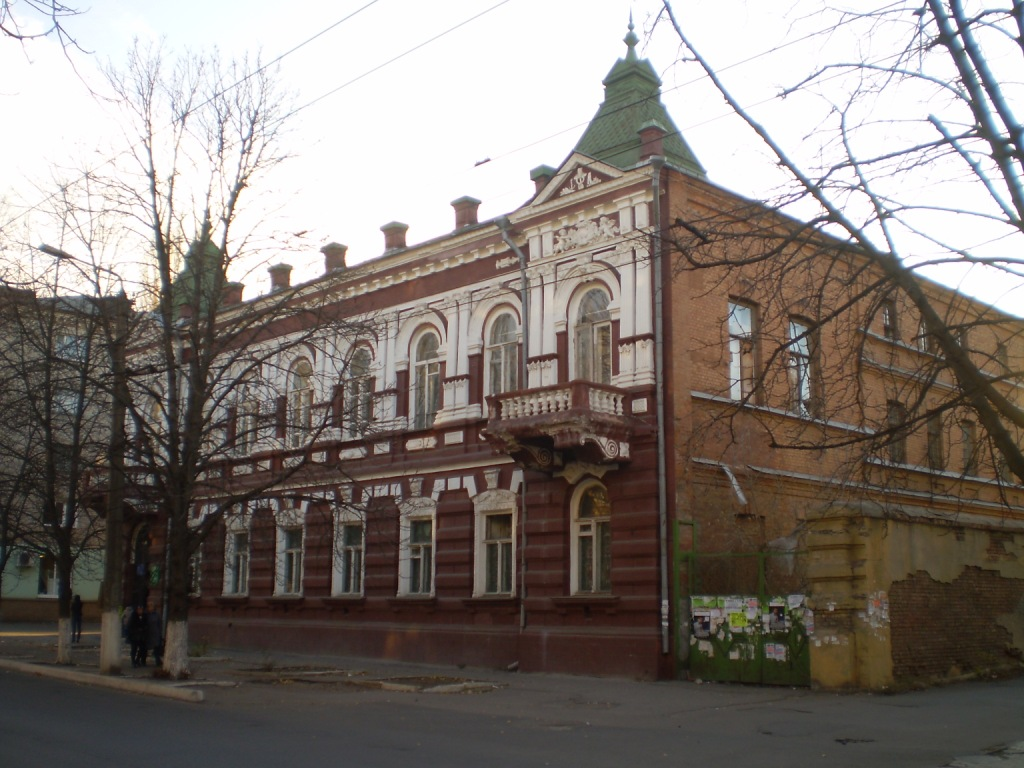
Ex-Banco Putilov
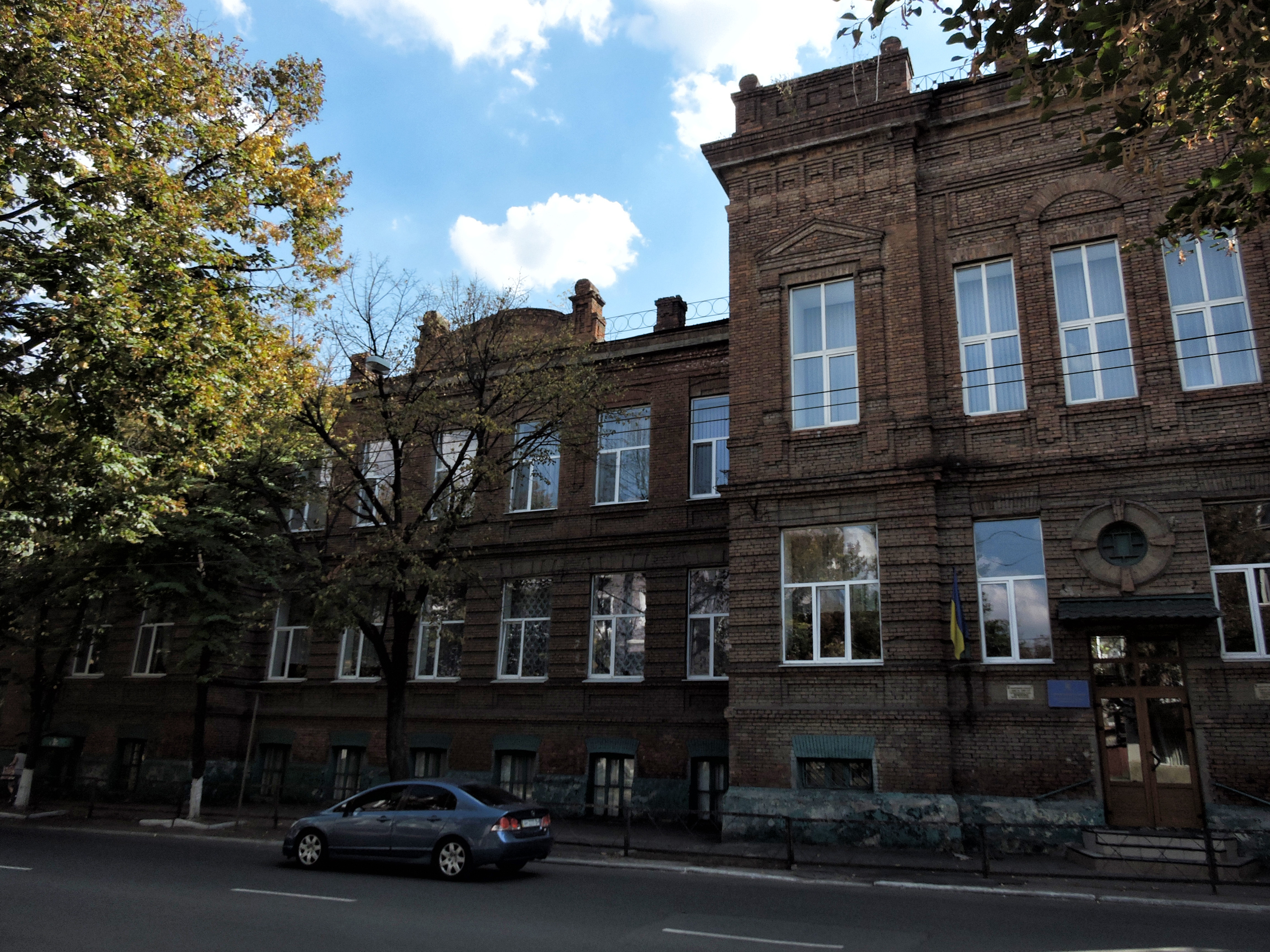
academia na cidade
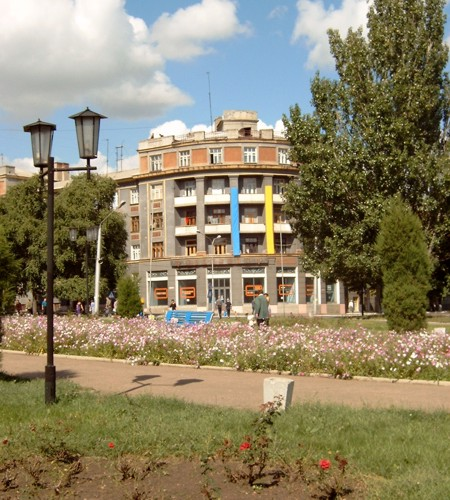
Praça da Liberdade de Bakhmut
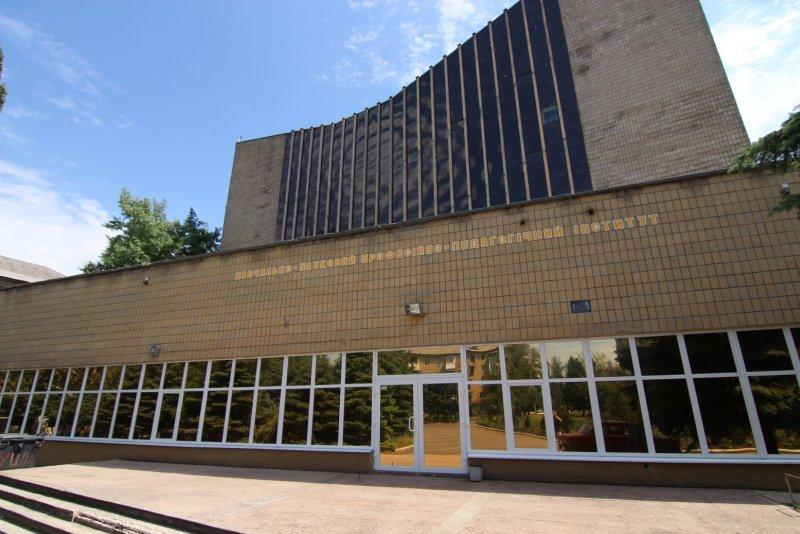
Instituto de Iniciação e Ciências do Instituto Profissional e Pedagógico da Bakhmut
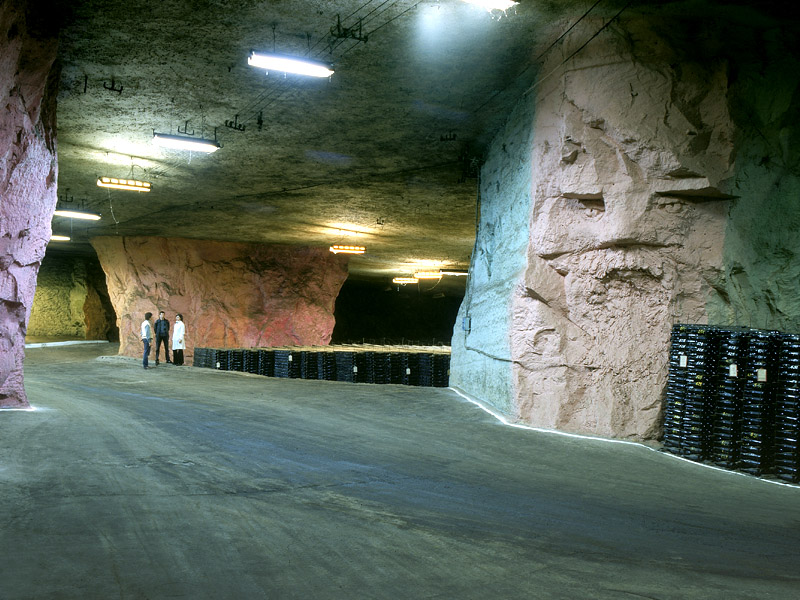
adegas de champanhe
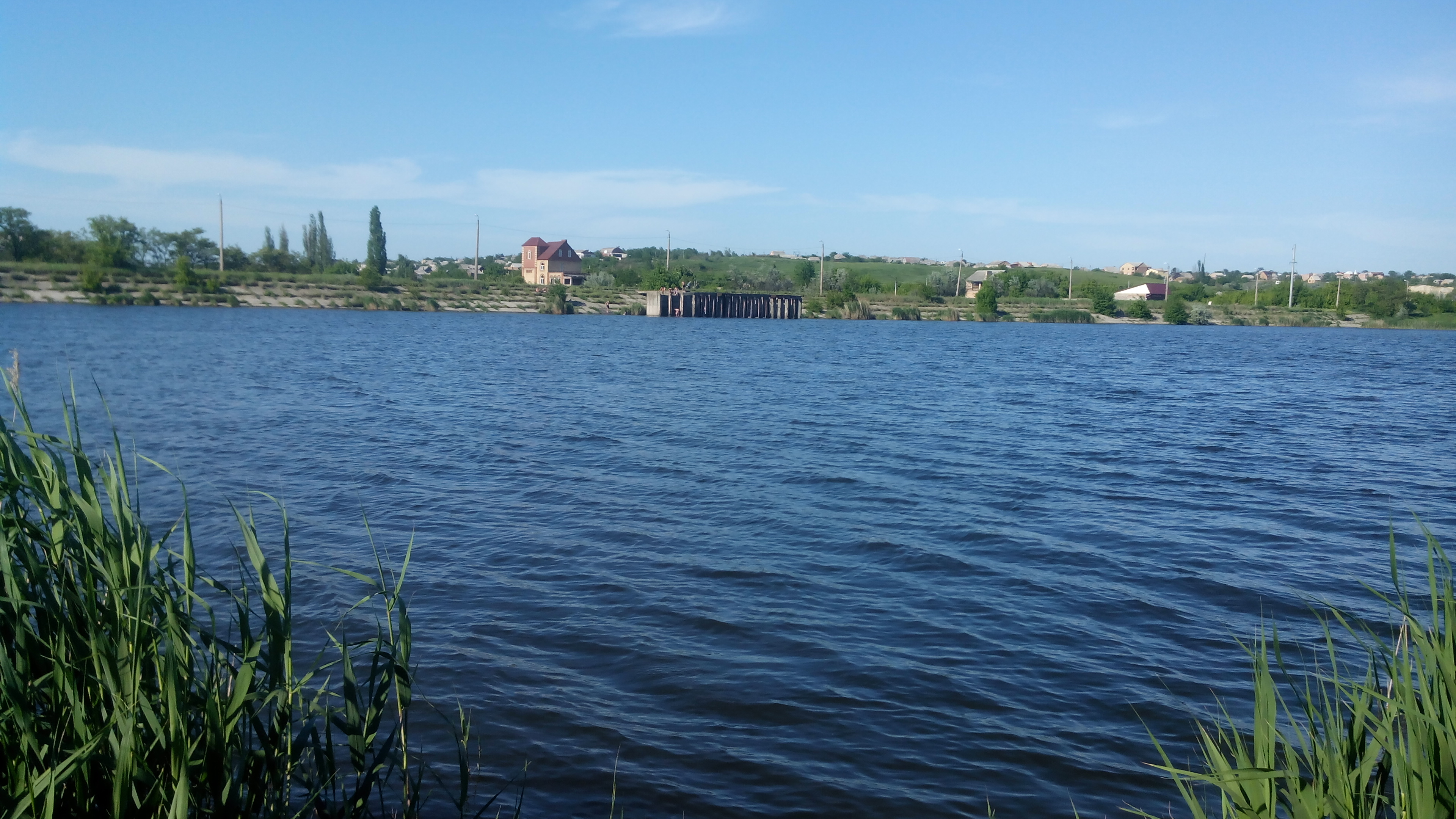
Río Bakhmutka
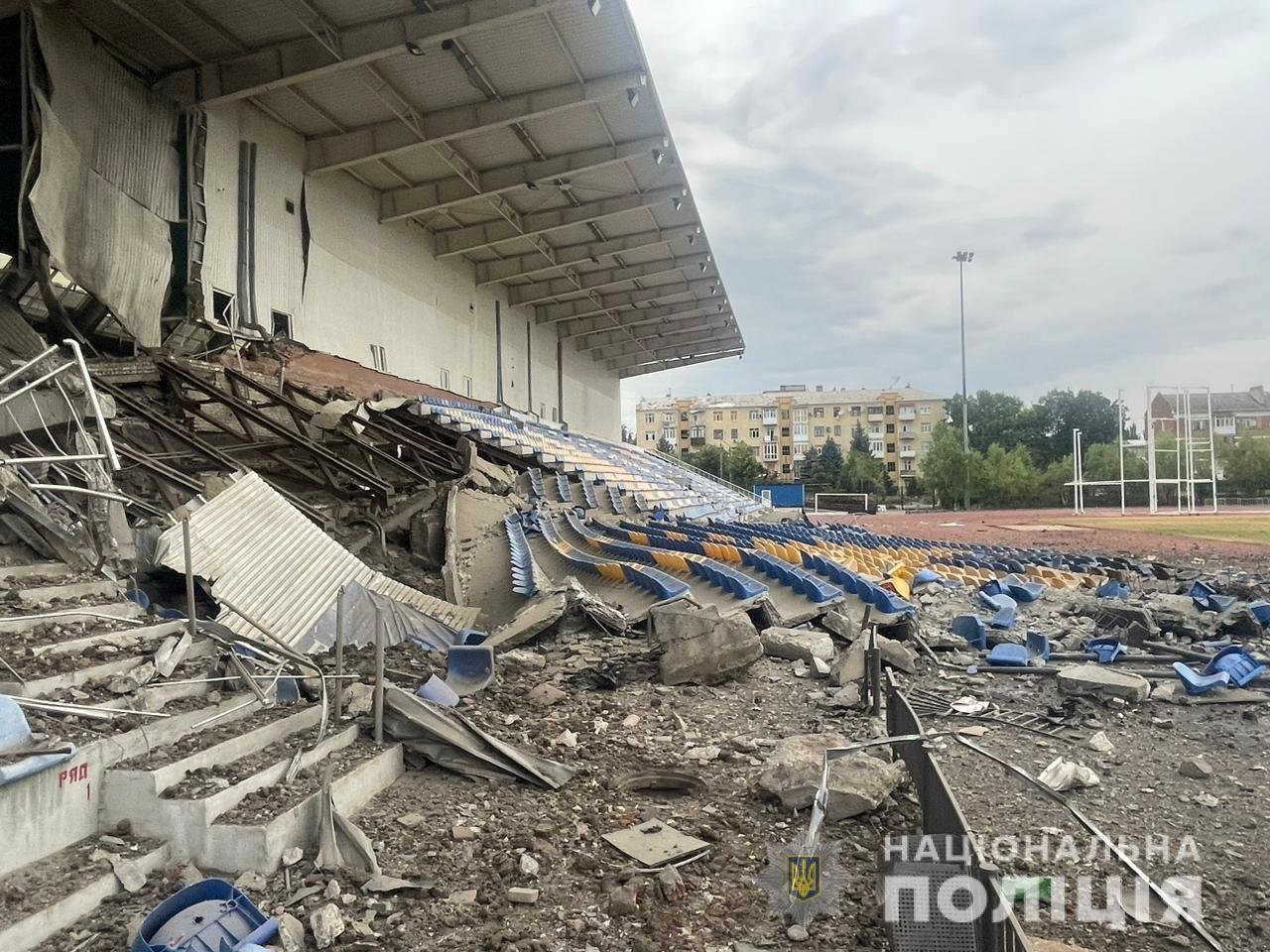
Estádio "Metalurh" na cidade
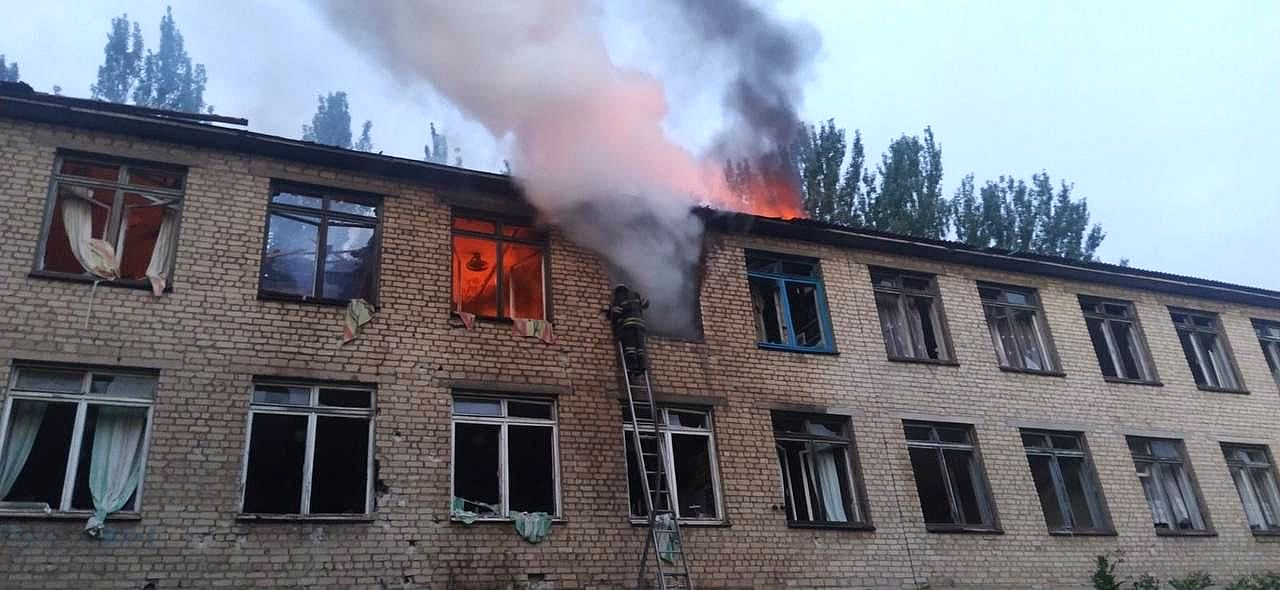
Colégio Industrial da Cidade